# 5744 (année hébraïque)
5744 (hébreu : ה'תשמ"ד , abbr. : תשמ"ד) est une année hébraïque qui a commencé à la veille au soir du 8 septembre 1983 et s'est finie le 26 septembre 1984. Cette année a compté 385 jours. Ce fut une année embolismique dans le cycle métonique, avec deux mois de Adar - Adar I et Adar II. Ce fut la quatrième année depuis la dernière année de chemitta.
En l'an 5744, l'État d'Israël a fêté ses 36 ans d'indépendance.

## Calendrier
Ce calendrier hébraïque de l'année 5744 donne les correspondances avec les dates du calendrier grégorien.
Le premier nombre dans chaque case correspond au jour du mois hébraïque. Les jours en couleurs sont des jours remarquables juifs ou israéliens.
| ◄◄ | 5744 | ►► |

## Événements
- Yitzhak Shamir devient Premier ministre d'Israël.
- Amine Gemayel dénonce l’accord israélo-libanais de mai 1983 et rompt les relations avec Israël.
- Achèvement du retrait israélien du Sinaï.
- Les dernières troupes israéliennes quittent officiellement le Liban, tout en laissant le contrôle de la zone frontière à une milice locale supplétive, l’Armée du Liban Sud.

## Naissances
- Yotam Halperin
- Tamir Cohen

## Décès
- Israël Abehassera
- Mikhaïl Cholokhov
- Marcel Janco
- Yigaël Yadin

5739 - 5740 - 5741 - 5742 - 5743 - 5744 - 5745 - 5746 - 5747 - 5748 - 5749